# Mychonia
Mychonia là một chi bướm đêm thuộc họ Geometridae.